# Chantal Tauxe
Pour les articles homonymes, voir Tauxe.
Chantal Tauxe, née en 1962 à Lausanne, est une journaliste suisse.

## Biographie
Originaire de Leysin et Ormont-Dessous dans le canton de Vaud, elle est binationale suisse et italienne depuis 1992, à la suite de son mariage. 
Chantal Tauxe  est titulaire d'une licence ès lettres en français, histoire et journalisme des Universités de Lausanne et de Neuchâtel,.
De août 2002 à mai 2003, elle est la porte-parole du Conseiller d'État vaudois Pierre Chiffelle. 
Journaliste successivement au quotidien 24 heures, à L'Illustré et au Matin (comme chef des rubriques Suisse et économie).
Elle est ensuite engagée à L'Hebdo lors de la réorganisation de la rédaction par Alain Jeannet en mai 2003 où elle devient chef de la rubrique nationale du magazine. Elle occupe également la fonction de rédactrice en chef adjointe depuis janvier 2009, jusqu'à la fin de parution de la publication romande.
Dès 2005, elle contribue au Forum des 100 en tant que responsable rédactionelle.
Elle est membre fondatrice du média d'information Bon pour la tête.
Depuis 2018, elle est responsable de la communication d'Yverdon-les-Bains. Vice-présidente du Nouveau Mouvement européen suisse depuis 2020.

## Vie privée
Elle est mère de deux filles,.